# Prenolepis
Prenolepis là một chi kiến trong phân họ Formicinae. Hầu hết các loài được tìm thấy ở Đông Nam Á và phía Nam Trung Quốc, nhưng chi này có phân bố rộng với các loài được biết đến từ Bắc Mỹ, Nam Âu, Anatolia, Cuba, Haiti, và Tây Phi.

## Các loài
- Prenolepis acuminata Forel, 1911
- Prenolepis angularis Zhou, 2001
- Prenolepis emmae Forel, 1894
- Prenolepis fisheri Bharti & Wachkoo, 2012
- †Prenolepis henschei Mayr, 1868
- Prenolepis imparis (Say, 1836)
- Prenolepis jacobsoni Crawley, 1923
- Prenolepis jerdoni Emery, 1893
- Prenolepis kohli Forel, 1916
- Prenolepis longiventris Zhou, 2001
- Prenolepis magnocula Xu, 1995
- Prenolepis melanogaster Emery, 1893
- Prenolepis naoroji Forel, 1902
- Prenolepis nigriflagella Xu, 1995
- Prenolepis nitens (Mayr, 1853)
- Prenolepis septemdenta Wang, W. & Wu, 2007
- Prenolepis sphingthoraxa Zhou & Zheng, 1998
- Prenolepis umbra Zhou & Zheng, 1998